# Maurício José da Silveira Júnior
Maurício José da Silveira Júnior (São José dos Campos, 21 de outubro de 1988) é um futebolista brasileiro. Atualmente, joga pela Inter de Limeira.

## Carreira

### Categorias de base
Maurício chegou nas categorias de base do Corinthians com apenas 11 anos. Em janeiro de 2006, após o Timão não exercer a renovação contratual, ele deixou o clube paulista ao fim do seu contrato. Durante os sete anos vividos dentro do Parque São Jorge, Maurício conquistou inúmeros títulos. As passagens dele pelas seleções de base chamaram a atenção de Branco, na época coordenador da CBF, que, ainda em 2006, o indicou para o então treinador do clube das Laranjeiras, Renato Gaúcho, e, em março, o Fluminense acertou com ele por um ano. Mas, devido a recusa do Corinthians de disponibilizar a carta liberatória, por motivos desconhecidos, ele perdeu várias oportunidades de atuar pelo Fluminense. Maurício foi destaque do Flu na Copa São Paulo de Futebol Júnior de 2007, quando a equipe tricolor chegou às quartas-de-final da competição.

### Fluminense
Em maio de 2007, ele estreou pela equipe profissional. Participou do elenco vice-campeão da Copa Libertadores da América de 2008. Os três primeiros gols marcados por Maurício como profissional são especiais. Os dois primeiros gols foram em clássicos, disputado contra o Flamengo. O 1º foi no Campeonato Carioca de 2008, e o segundo foi no Campeonato Brasileiro, e o terceiro, e ainda mais bonito, foi no jogo contra o São Paulo do Campeonato Brasileiro de 2009, sendo um golaço de pé canhoto de fora da área.

### Terek Grozny
No início de 2010, sem muitas chances no Fluminense, Maurício foi liberado pelo clube para viajar à Rússia e acertará os últimos detalhes da negociação com o Terek Grozny, clube da Premier League Russa. Após passar pelos exames médicos na cidade de Grozny, ele assinou um contrato de três anos com a equipe russa. Para ter Maurício, o Terek pagou R$ 543 mil ao Tricolor. Devido à excelentes exibições pela instituição ao longo de sua trajetória pelo clube russo, a diretoria renovou o seu contrato até o fim de 2015.

### Zenit
No dia 18 de janeiro de 2016, o Zenit anunciou a contratação do Maurício, que disse que um dos objetivos dele é disputar a Copa do Mundo de 2018, onde acredita que pode chegar a Seleção Brasileira.

### PAOK
Em agosto de 2017, após sete anos na Rússia, Maurício foi anunciado como reforço do PAOK, da Grécia. O meio-campista assinou um contrato com duração de três anos com o clube grego.

### Panathinaikos
No dia 12 de outubro de 2020, o volante Maurício foi anunciado pelo Panathinaikos como novo reforço do clube grego. O jogador assinou vínculo de duas temporadas e os valores da transferência não foram revelados.

## Seleção Brasileira
Pela Seleção Brasileira Sub-17, foi campeão do Campeonato Sul-Americano, na Venezuela, e vice-campeão do Campeonato Mundial, no Peru, ambos em 2005.

## Estatísticas
Até 19 de maio de 2015.

### Clubes
| Clube             | Temporada         | Campeonato nacional | Campeonato nacional | Campeonato nacional | Copa nacional[a] | Copa nacional[a] | Copa nacional[a] | Competições continentais[b] | Competições continentais[b] | Competições continentais[b] | Outros torneios[c] | Outros torneios[c] | Outros torneios[c] | Total | Total | Total   |
| Clube             | Temporada         | Jogos               | Gols                | Assist.             | Jogos            | Gols             | Assist.          | Jogos                       | Gols                        | Assist.                     | Jogos              | Gols               | Assist.            | Jogos | Gols  | Assist. |
| ----------------- | ----------------- | ------------------- | ------------------- | ------------------- | ---------------- | ---------------- | ---------------- | --------------------------- | --------------------------- | --------------------------- | ------------------ | ------------------ | ------------------ | ----- | ----- | ------- |
| Fluminense        | 2007              | 20                  | 0                   | 2                   | —                | —                | —                | —                           | —                           | —                           | —                  | —                  | —                  | 20    | 0     | 2       |
| Fluminense        | 2008              | 22                  | 1                   | 2                   | —                | —                | —                | 11                          | 0                           | 0                           | 10                 | 1                  | 0                  | 43    | 2     | 2       |
| Fluminense        | 2009              | 10                  | 1                   | 1                   | 5                | 0                | 0                | 6                           | 0                           | 0                           | 4                  | 1                  | 0                  | 25    | 2     | 1       |
| Fluminense        | Total             | 52                  | 2                   | 5                   | 5                | 0                | 0                | 17                          | 0                           | 0                           | 14                 | 2                  | 0                  | 88    | 4     | 5       |
| Terek Grozny      | 2010              | 28                  | 5                   | 3                   | —                | —                | —                | —                           | —                           | —                           | —                  | —                  | —                  | 28    | 5     | 3       |
| Terek Grozny      | 2011–12           | 37                  | 9                   | 1                   | 3                | 0                | 0                | —                           | —                           | —                           | —                  | —                  | —                  | 40    | 9     | 1       |
| Terek Grozny      | 2012–13           | 23                  | 2                   | 2                   | 2                | 0                | 0                | —                           | —                           | —                           | —                  | —                  | —                  | 25    | 2     | 2       |
| Terek Grozny      | 2013–14           | 29                  | 6                   | 4                   | 3                | 1                | 0                | —                           | —                           | —                           | —                  | —                  | —                  | 32    | 7     | 4       |
| Terek Grozny      | 2014–15           | 28                  | 4                   | 5                   | 1                | 0                | 0                | —                           | —                           | —                           | —                  | —                  | —                  | 29    | 4     | 5       |
| Terek Grozny      | Total             | 145                 | 26                  | 15                  | 9                | 1                | 0                | 0                           | 0                           | 0                           | 0                  | 0                  | 0                  | 154   | 27    | 15      |
| Total na carreira | Total na carreira | 197                 | 28                  | 20                  | 14               | 1                | 0                | 17                          | 0                           | 0                           | 14                 | 2                  | 0                  | 242   | 31    | 20      |

- a. ^ Jogos da Copa do Brasil e Copa da Rússia
- b. ^ Jogos da Copa Libertadores e Copa Sul-Americana
- c. ^ Jogos do Campeonato Carioca

## Titulos
Zenit
Supercopa da Rússia: 2016
PAOK
- Copa da Grécia: 2017–18